# Can Carrera (Tavertet)
Can Carrera és una casa de Tavertet (Osona) inclosa a l'Inventari del Patrimoni Arquitectònic de Catalunya. Casa entre mitgeres amb teulada a doble vessant i el carener paral·lel a la façana. consta de planta baixa i un pis. Hi ha dues obertures per planta i totes tenen la llinda i els brancals de grans carreus de pedra. El parament és de pedres irregulars de diferents dimensions. La barbacana és de lloses de pedra.